# Советская (гора, остров Врангеля)
Советская — гора в России на острове Врангеля, острове в Северном Ледовитом океане между Восточно-Сибирским морем и Чукотским морем.

## География
Гора высотой 1096 метров является самой высокой точкой острова Врангеля, находится в Центральном горном массиве, который пересекает остров с востока на запад.

## Геология
Строение и направление основных хребтов острова характеризуется складчатостью. Отложения глинистых сланцев сложены в систему антиклинальных складок широтного простирания. Гора Берри, имеющая форму конуса, сложена такими же складками.

## История
Гора была названа «Берри Пик» в 1881 году в честь лейтенанта ВМС США Роберта Берри, командира судна Роджерс, который был отправлен для описания острова и поиска следов гибели судна «Жаннетты». Команда под начальством Берри прошла в глубь острова, взошла на его высшую точку, которую назвали «пик Берри», и нанесла на карту внутренние очертания острова. Капитан Берри определил её высоту в 2 500 футов, то есть 760 м.
В 1926 г. на остров была высажена первая советская колония около 70-ти человек с начальником острова Г. А. Ушаковым. По данным Ушакова в средней части острова возвышается горная группа пика Берри, имеющая максимальную высоту 850 м. По наблюдениям Г. А. Ушакова, гора Берри имела форму конуса.
Позже установлено, что высота горы составляет 1096 м. и «Берри Пик» был переименован в Гору Советскую.